# Pisciotta
Pisciotta – miejscowość i gmina we Włoszech, w regionie Kampania, w prowincji Salerno.
Według danych na rok 2004 gminę zamieszkiwało 3031 osób, 101 os./km².